# 고명수
고명수(미상 ~ )는 조선민주주의인민공화국의 군인 겸 정치인이다. 조선로동당 중앙위원회 후보위원이다.

## 경력
2015년 2월, 조선인민군 소장으로 진급했다. 2016년 5월, 조선로동당 제7차 대회에서 조선로동당 중앙위원회 후보위원으로 선출되었다.

## 최고인민회의 대의원
2019년 3월 최고인민회의 제5205호 해금강선거구 제14기 대의원으로 선출되었다.

## 기타
2018년 8월 김영춘 사망 당시에 국가장의위원회 위원을 맡았다.